# Volkswagen Taro
De Volkswagen Taro is een pick-up van het automerk Volkswagen, die tussen 1989 en 1997 als een licentie van de Toyota Hilux werd geproduceerd.

## Geschiedenis
In 1989 werd de Volkswagen Taro gepresenteerd, die voortkwam uit een samenwerking tussen Volkswagen en Toyota. Volkswagen had een van de meest legendarische en markante Toyota-modellen uitgezocht om als basis te dienen voor een pick-up. De Toyota Hilux was en is een begrip in de autowereld en is wereldberoemd vanwege z'n stoere karakter en spreekwoordelijke onverwoestbaarheid.
Op dat moment was de Hilux net bij z'n vijfde generatie beland en was de eerste generatie Volkswagen Caddy, de pick-up op Golf 1-basis, nog in productie, wat de Taro de tweede pick-up in het VW-programma maakte. Het laadvermogen van de Taro was ongeveer een ton, afhankelijk van de versie.
Veel verschillen met de Hilux waren er niet. Een andere grille met Volkswagen-logo, een dito laadklep en een nieuwe claxonknop volstonden om de Toyota te wijzigen in een Volkswagen. Ook de techniek werd ongemoeid gelaten, dus was de Taro leverbaar met Japanse benzine- en dieselmotoren die naar keuze de achterwielen of alle vier de wielen aandreven. Ook was er net als bij de Hilux de keuze tussen een enkele of een dubbele cabine.
De Taro werd van 1989 tot 1995 gebouwd in de VW-bedrijfswagenfabriek in Hannover en van 1995 tot maart 1997 in de Volkswagenfabriek in Emden. Sommige uitvoeringen kwamen uit de Japanse Toyota-fabriek. De Taro werd nooit een doorslaand succes en de samenwerking tussen Toyota en Volkswagen kwam in 1997 tot een einde.
Hoewel Volkswagen pas in 2010 met Volkswagen Amarok weer in het segment van een (terreinvaardige) pick-up stapte, produceert Toyota nog steeds de Hilux in opvolgende modelgeneraties.

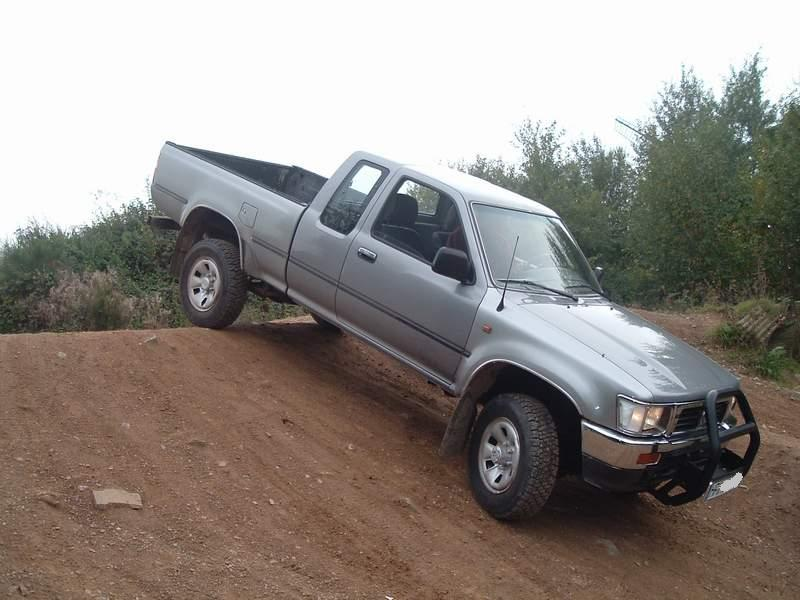
Volkswagen Taro als 4×4 Xtra-Cab
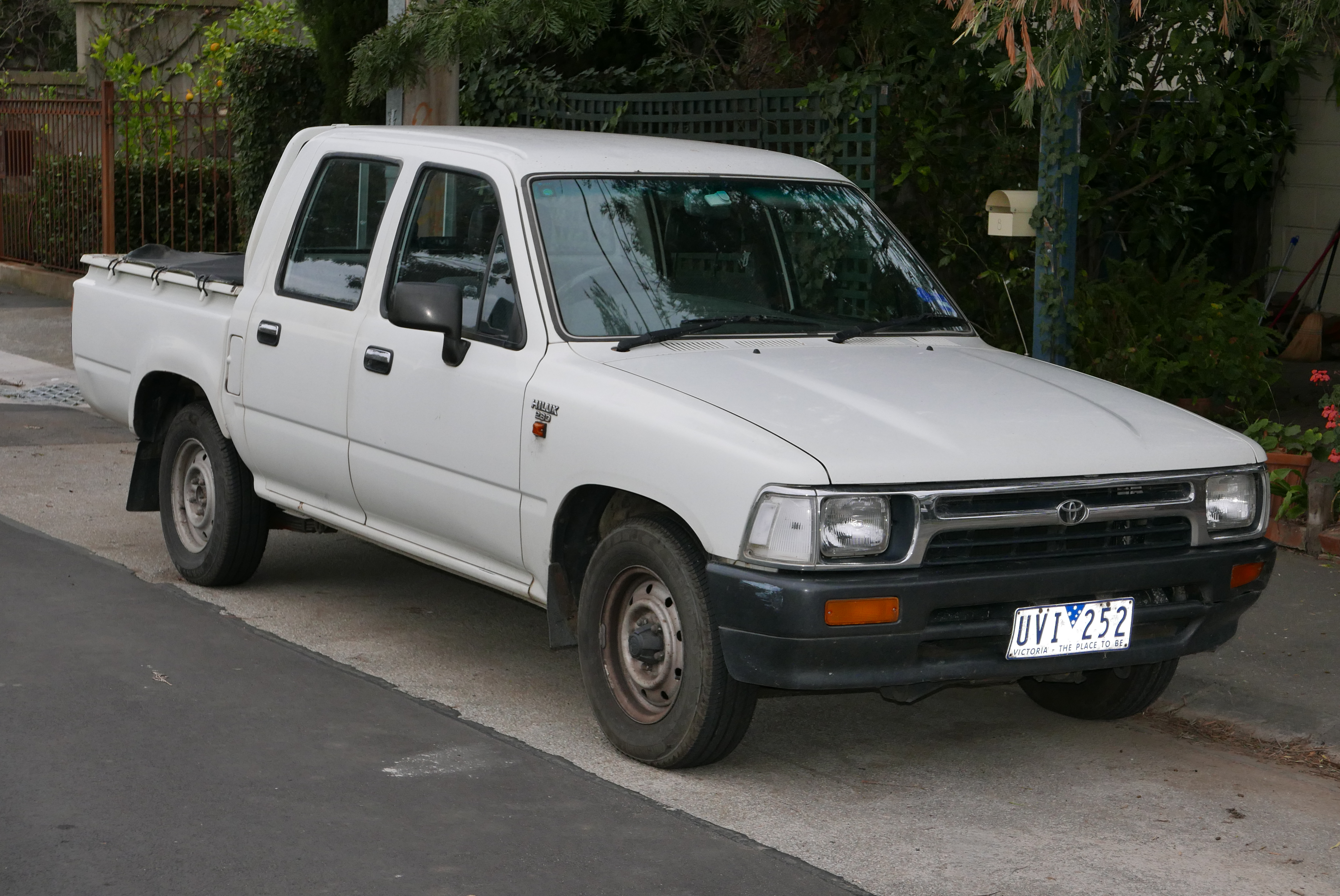
Toyota Hilux, zustermodel van de Taro